# Президентские выборы в Гватемале (1922)
Президентские выборы в Гватемале прошли 22 февраля 1922 года. После военного переворота в декабре 1921 года Конгресс избрал Хосе Мариа Орельяна Пинто временным президентом. Военные контролировали ход выборов и подавляли оппозицию, а также подавили бунты по крайней мере в 12 местах. Орельяна вступил в должность 4 марта 1922 года.

## Результаты
| Кандидат                           | Партия                             | Голоса | %   |
| ---------------------------------- | ---------------------------------- | ------ | --- |
| Хосе Мариа Орельяна Пинто          | Либеральная партия                 |        | 95  |
| Хорхе Убико                        | Прогрессивная либеральная партия   |        | 5   |
| Недействительных/пустых бюллетеней | Недействительных/пустых бюллетеней |        | -   |
| Всего                              | Всего                              |        | 100 |